# 五经富镇
五经富镇是中华人民共和国广东省揭阳市揭西县下辖的一个行政建制镇。

## 行政区划
五经富镇下辖以下地区：
陂头社区、长潭社区、龙山村、文联村、陈江村、建二村、建一村、第八村、第七村、第六村、第五村、第四村、第三村、第二村、第一村、新和村、营盘村、中和村、朝阳村、联和村、恒星村、联南村、泮坑村、五新村、新安村、中联村、新仓村和新其村。